# Distrito de Mokokchung
Mokokchung (en hindi: मोकोकचुआंग जिला) es un distrito de la India en el estado de Nagaland. Código ISO: IN.NL.MK.
Comprende una superficie de 1 615 km².
El centro administrativo es la ciudad de Mokokchung.

## Demografía
Según censo 2011 contaba con una población total de 193 171 habitantes, de los cuales 92 942 eran mujeres y 100 229 varones.